# Düsseldorfer Turn- und Sportverein Fortuna 1895 2020-2021
Questa voce raccoglie le informazioni riguardanti il Düsseldorfer Turn- und Sportverein Fortuna 1895 nelle competizioni ufficiali della stagione 2020-2021.

## Stagione
Nella stagione 2020-2021 il Fortuna Düsseldorf, allenato da Uwe Rösler, concluse il campionato di 2. Bundesliga al 5º posto. In Coppa di Germania il Fortuna Düsseldorf fu eliminato al secondo turno dal Rot-Weiss Essen.

## Rosa
| N. |                      | Ruolo | Calciatore          |
| -- | -------------------- | ----- | ------------------- |
| 1  | Germania (bandiera)  | P     | Raphael Wolf        |
| 3  | Germania (bandiera)  | D     | Andre Hoffmann      |
| 4  | Austria (bandiera)   | D     | Kevin Danso         |
| 5  | Austria (bandiera)   | D     | Christoph Klarer    |
| 7  | Germania (bandiera)  | D     | Florian Hartherz    |
| 8  | Polonia (bandiera)   | C     | Jakub Piotrowski    |
| 9  | Polonia (bandiera)   | A     | Dawid Kownacki      |
| 11 | Turchia (bandiera)   | A     | Kenan Karaman       |
| 12 | Svezia (bandiera)    | A     | Kristoffer Peterson |
| 13 | Germania (bandiera)  | C     | Adam Bodzek         |
| 14 | Ghana (bandiera)     | C     | Kelvin Ofori        |
| 15 | Germania (bandiera)  | C     | Edgar Prib          |
| 18 | Germania (bandiera)  | C     | Thomas Pledl        |
| 19 | Germania (bandiera)  | A     | Emmanuel Iyoha      |
| 20 | Australia (bandiera) | A     | Brandon Borrello    |
| 21 | Germania (bandiera)  | P     | Dennis-Adam Gorka   |

| N. |                     | Ruolo | Calciatore          |
| -- | ------------------- | ----- | ------------------- |
| 22 | Grecia (bandiera)   | D     | Leonardo Koutrīs    |
| 23 | Germania (bandiera) | C     | Shinta Appelkamp    |
| 25 | Germania (bandiera) | D     | Matthias Zimmermann |
| 27 | Germania (bandiera) | C     | Felix Klaus         |
| 28 | Germania (bandiera) | A     | Rouwen Hennings     |
| 29 | Turchia (bandiera)  | D     | Gökhan Gül          |
| 30 | Russia (bandiera)   | P     | Anton Mitrjuškin    |
| 31 | Germania (bandiera) | C     | Marcel Sobottka     |
| 32 | Slovenia (bandiera) | D     | Luka Krajnc         |
| 33 | Germania (bandiera) | P     | Florian Kastenmeier |
| 36 | Germania (bandiera) | D     | Nikell Touglo       |
| 40 | Germania (bandiera) | D     | Boris Tomiak        |
| 41 | Germania (bandiera) | C     | Tim Köther          |
| 43 | Germania (bandiera) | D     | Jamil Siebert       |
| 44 | Germania (bandiera) | D     | Michel Stöcker      |
| 47 | Germania (bandiera) | A     | Lex-Tyger Lobinger  |

## Organigramma societario
Area tecnica
- Allenatore:
- Allenatore in seconda: Axel Bellinghausen, Thomas Kleine
- Preparatore dei portieri: Christoph Semmler
- Preparatori atletici: Andreas Gross, Robin Sanders

## Calciomercato

### Sessione estiva
| Acquisti | Acquisti            | Acquisti               | Acquisti |
| R.       | Nome                | da                     | Modalità |
| -------- | ------------------- | ---------------------- | -------- |
| D        | Christoph Klarer    | Southampton U23        |          |
| A        | Kristoffer Peterson | Swansea City           |          |
| D        | Leonardo Koutrīs    | Olympiacos             |          |
| D        | Luka Krajnc         | Frosinone              |          |
| C        | Edgar Prib          | Sconosciuta            |          |
| A        | Brandon Borrello    | Friburgo               |          |
| D        | Kevin Danso         | Augusta                |          |
| D        | Florian Hartherz    | Arminia Bielefeld      |          |
| C        | Jakub Piotrowski    | Genk                   |          |
| D        | Gökhan Gül          | Wehen Wiesbaden        |          |
| A        | Emmanuel Iyoha      | Holstein Kiel          |          |
| D        | Nikell Touglo       | Fortuna Düsseldorf U19 |          |

| Cessioni | Cessioni          | Cessioni              | Cessioni |
| R.       | Nome              | a                     | Modalità |
| -------- | ----------------- | --------------------- | -------- |
| A        | Nana Ampomah      | Anversa               |          |
| D        | Kaan Ayhan        | Sassuolo              |          |
| D        | Robin Bormuth     | Karlsruhe             |          |
| A        | Bernard Tekpetey  | Ludogorec             |          |
| P        | Maduka Okoye      | Sparta Rotterdam      |          |
| D        | Niko Gießelmann   | Union Berlino         |          |
| D        | Kasim Nuhu        | Hoffenheim            |          |
| C        | Aymen Barkok      | Eintracht Francoforte |          |
| D        | Diego Contento    | Sandhausen            |          |
| C        | Oliver Fink       | F. Düsseldorf II      |          |
| A        | Steven Skrzybski  | Schalke 04            |          |
| P        | Zack Steffen      | Manchester City       |          |
| C        | Erik Thommy       | Stoccarda             |          |
| D        | Mathias Jørgensen | Fenerbahçe            |          |

### Sessione invernale
| Acquisti | Acquisti    | Acquisti  | Acquisti |
| R.       | Nome        | da        | Modalità |
| -------- | ----------- | --------- | -------- |
| C        | Felix Klaus | Wolfsburg |          |

| Cessioni | Cessioni        | Cessioni       | Cessioni |
| R.       | Nome            | a              | Modalità |
| -------- | --------------- | -------------- | -------- |
| C        | Alfredo Morales | New York City  |          |
| D        | Jean Zimmer     | Kaiserslautern |          |

## Risultati

### 2. Bundesliga

#### Girone di andata
| Arbitro: | Dingert |

|                         |           |                |
| Terodde 45’ (rig.), 60’ | Marcatori | 90’ Zimmermann |

| Arbitro: | Hartmann |

|              |           |  |
| Kownacki 82’ | Marcatori |  |

| Arbitro: | Ittrich |

|                                        |           |                    |
| Hartherz 15’ (aut.) Mühling 86’ (rig.) | Marcatori | 59’ (aut.) Meffert |

| Arbitro: | Kampka |

|                          |           |                      |
| Karaman 81’ Hennings 86’ | Marcatori | 1’ Albers 20’ Stolze |

| Arbitro: | Dankert |

|                                                       |           |  |
| Muslija 57’ Ducksch 63’ (rig.) Kastenmeier 84’ (aut.) | Marcatori |  |

| Arbitro: | Stegemann |

|              |           |  |
| Sobottka 33’ | Marcatori |  |

| Arbitro: | Schröder |

|                      |           |             |
| Schäffler 15’ (rig.) | Marcatori | 30’ Karaman |

| Arbitro: | Schlager |

|                     |           |  |
| Hennings 59’ (rig.) | Marcatori |  |

| Arbitro: | Willenborg |

|                                                      |           |  |
| Blum 6’ (rig.) Tesche 58’ Žulj 73’, 74’ Pantović 90’ | Marcatori |  |

| Arbitro: | Alt |

|                                       |           |                             |
| Hennings 56’ Karaman 77’ Kownacki 89’ | Marcatori | 50’ Dursun 67’ (rig.) Kempe |

| Arbitro: | Reichel |

|                    |           |                         |
| Hofmann 72’ (rig.) | Marcatori | 12’ Krajnc 57’ Peterson |

| Arbitro: | Lechner |

|                                 |           |  |
| Appelkamp 11’ Hennings 89’, 90’ | Marcatori |  |

| Arbitro: | Schröder |

|  |           |                                      |
|  | Marcatori | 10’ Zimmermann 64’ Hennings 90’ Prib |

| Arbitro: | Aarnink |

|                          |           |             |
| Peterson 22’ Karaman 55’ | Marcatori | 79’ Führich |

| Braunschweig 11 gennaio 2021, ore 20:30 CET 15ª giornata | Eintracht Braunschweig | 0 – 0 referto | Fortuna Düsseldorf | Eintracht-Stadion (0 spett.)\| Arbitro: \| Sather \| |
| Arbitro:                                                 | Sather                 |               |                    |                                                      |

| Arbitro: | Günsch |

|  |           |                                    |
|  | Marcatori | 24’ Kownacki 82’ Karaman 89’ Pledl |

| Arbitro: | Willenborg |

|                                    |           |                                         |
| Karaman 35’ Peterson 49’ Danso 83’ | Marcatori | 26’ (aut.) Hoffmann 29’ Green 53’ Ernst |

#### Girone di ritorno
| Düsseldorf 26 gennaio 2021, ore 20:30 CET 18ª giornata | Fortuna Düsseldorf | 0 – 0 referto | Amburgo | Merkur Spiel-Arena (0 spett.)\| Arbitro: \| Cortus \| |
| Arbitro:                                               | Cortus             |               |         |                                                       |

| Arbitro: | Schmidt |

|                |           |              |
| Munsy 41’, 67’ | Marcatori | 25’ Hennings |

| Arbitro: | Storks |

|  |           |                            |
|  | Marcatori | 36’ (rig.) Mühling 47’ Lee |

| Arbitro: | Gerach |

|          |           |             |
| Otto 39’ | Marcatori | 52’ Karaman |

| Arbitro: | Zwayer |

|                                             |           |                       |
| Hennings 28’ (rig.) Klaus 52’ Appelkamp 76’ | Marcatori | 37’ Muslija 79’ Gudra |

| Arbitro: | Heft |

|                                |           |                           |
| Sessa 20’ Kleindienst 72’, 83’ | Marcatori | 63’ Sobottka 76’ Peterson |

| Arbitro: | Petersen |

|                                           |           |               |
| Hoffmann 48’ Sobottka 77’ Sorg 90’ (aut.) | Marcatori | 62’ Borkowski |

| Sandhausen 13 marzo 2021, ore 13:00 CET 25ª giornata | Sandhausen | 0 – 0 referto | Fortuna Düsseldorf | Hardtwaldstadion (0 spett.)\| Arbitro: \| Kampka \| |
| Arbitro:                                             | Kampka     |               |                    |                                                     |

| Arbitro: | Aytekin |

|  |           |                                      |
|  | Marcatori | 12’ Zoller 35’ Holtmann 87’ Novothny |

| Arbitro: | Reichel |

|                   |           |                         |
| Dursun 37’ (rig.) | Marcatori | 20’ Krajnc 62’ Kownacki |

| Arbitro: | Alt |

|                                                |           |                                     |
| Kownacki 35’ (rig.) Borrello 73’ Appelkamp 90’ | Marcatori | 9’ (aut.) Danso 80’ (rig.) Wanitzek |

| Arbitro: | Jablonski |

|  |           |                                               |
|  | Marcatori | 37’ Peterson 50’ (rig.) Kownacki 67’ Sobottka |

| Arbitro: | Bacher |

|                     |           |  |
| Klaus 26’ Danso 49’ | Marcatori |  |

| Arbitro: | Aarnink |

|                       |           |              |
| Pröger 71’ Srbeny 73’ | Marcatori | 64’ Hennings |

| Arbitro: | Reichel |

|                                   |           |                      |
| Kownacki 42’ (rig.) Appelkamp 60’ | Marcatori | 51’ Bär 68’ Kaufmann |

| Arbitro: | Cortus |

|                                         |           |  |
| Appelkamp 10’ Sobottka 18’ Peterson 87’ | Marcatori |  |

| Arbitro: | Osmers |

|                                        |           |                            |
| Hrgota 53’ (rig.) Green 69’ Abiama 83’ | Marcatori | 26’ Peterson 56’ Appelkamp |

### Coppa di Germania
| Arbitro: | Reichel |

|  |           |           |
|  | Marcatori | 80’ Pledl |

| Arbitro: | Jöllenbeck |

|                                         |           |                          |
| Engelmann 15’ Kehl-Gómez 39’ Kefkir 70’ | Marcatori | 36’, 87’ (rig.) Hennings |

## Statistiche

### Statistiche di squadra
| Competizione      | Punti | In casa | In casa | In casa | In casa | In casa | In casa | In trasferta | In trasferta | In trasferta | In trasferta | In trasferta | In trasferta | Totale | Totale | Totale | Totale | Totale | Totale | DR |
| Competizione      | Punti | G       | V       | N       | P       | Gf      | Gs      | G            | V            | N            | P            | Gf           | Gs           | G      | V      | N      | P      | Gf     | Gs     | DR |
| ----------------- | ----- | ------- | ------- | ------- | ------- | ------- | ------- | ------------ | ------------ | ------------ | ------------ | ------------ | ------------ | ------ | ------ | ------ | ------ | ------ | ------ | -- |
| 2. Bundesliga     | 56    | 17      | 11      | 4       | 2       | 32      | 20      | 17           | 5            | 4            | 8            | 23           | 26           | 34     | 16     | 8      | 10     | 55     | 46     | +9 |
| Coppa di Germania | -     | 0       | 0       | 0       | 0       | 0       | 0       | 2            | 1            | 0            | 1            | 3            | 3            | 2      | 1      | 0      | 1      | 3      | 3      | 0  |
| Totale            | 56    | 17      | 11      | 4       | 2       | 32      | 20      | 19           | 6            | 4            | 9            | 26           | 29           | 36     | 17     | 8      | 11     | 58     | 49     | +9 |

### Andamento in campionato
| Giornata  | 1  | 2  | 3  | 4  | 5  | 6  | 7  | 8 | 9  | 10 | 11 | 12 | 13 | 14 | 15 | 16 | 17 | 18 | 19 | 20 | 21 | 22 | 23 | 24 | 25 | 26 | 27 | 28 | 29 | 30 | 31 | 32 | 33 | 34 |
| --------- | -- | -- | -- | -- | -- | -- | -- | - | -- | -- | -- | -- | -- | -- | -- | -- | -- | -- | -- | -- | -- | -- | -- | -- | -- | -- | -- | -- | -- | -- | -- | -- | -- | -- |
| Luogo     | T  | C  | T  | C  | T  | C  | T  | C | T  | C  | T  | C  | T  | C  | T  | T  | C  | C  | T  | C  | T  | C  | T  | C  | T  | C  | T  | C  | T  | C  | T  | C  | C  | T  |
| Risultato | P  | V  | P  | N  | P  | V  | N  | V | P  | V  | V  | V  | V  | V  | N  | V  | N  | N  | P  | P  | N  | V  | P  | V  | N  | P  | V  | V  | V  | V  | P  | N  | V  | P  |
| Posizione | 14 | 11 | 14 | 12 | 16 | 12 | 13 | 8 | 12 | 11 | 7  | 5  | 5  | 5  | 5  | 3  | 4  | 5  | 6  | 7  | 7  | 6  | 7  | 7  | 7  | 7  | 5  | 5  | 5  | 4  | 5  | 5  | 4  | 5  |

Legenda:

Luogo: C = Casa; T = Trasferta. Risultato: V = Vittoria; N = Pareggio; P = Sconfitta.

### Statistiche dei giocatori
| Giocatore      | 2. Bundesliga | 2. Bundesliga | 2. Bundesliga | 2. Bundesliga | Coppa di Germania | Coppa di Germania | Coppa di Germania | Coppa di Germania | Totale   | Totale | Totale      | Totale     |
| Giocatore      | Presenze      | Reti          | Ammonizioni   | Espulsioni    | Presenze          | Reti              | Ammonizioni       | Espulsioni        | Presenze | Reti   | Ammonizioni | Espulsioni |
| -------------- | ------------- | ------------- | ------------- | ------------- | ----------------- | ----------------- | ----------------- | ----------------- | -------- | ------ | ----------- | ---------- |
| N. Ampomah     | 1             | 0             | 0             | 1             | 1                 | 0                 | 0                 | 0                 | 2        | 0      | 0           | 1          |
| S. Appelkamp   | 21            | 6             | 1             | 0             | 1                 | 0                 | 0                 | 0                 | 22       | 6      | 1           | 0          |
| A. Bodzek      | 28            | 0             | 7             | 0             | 2                 | 0                 | 0                 | 0                 | 30       | 0      | 7           | 0          |
| B. Borrello    | 22            | 1             | 2             | 0             | 1                 | 0                 | 0                 | 0                 | 23       | 1      | 2           | 0          |
| K. Danso       | 32            | 2             | 4             | 1             | 1                 | 0                 | 0                 | 0                 | 33       | 2      | 4           | 1          |
| O. Fink        | 0             | 0             | 0             | 0             | 0                 | 0                 | 0                 | 0                 | 0        | 0      | 0           | 0          |
| D. Gorka       | 0             | 0             | 0             | 0             | 0                 | 0                 | 0                 | 0                 | 0        | 0      | 0           | 0          |
| G. Gül         | 0             | 0             | 0             | 0             | 0                 | 0                 | 0                 | 0                 | 0        | 0      | 0           | 0          |
| F. Hartherz    | 12            | 0             | 1             | 1             | 1                 | 0                 | 0                 | 0                 | 13       | 0      | 1           | 1          |
| R. Hennings    | 33            | 9             | 3             | 0             | 2                 | 2                 | 0                 | 0                 | 35       | 11     | 3           | 0          |
| A. Hoffmann    | 22            | 1             | 6             | 0             | 2                 | 0                 | 1                 | 0                 | 24       | 1      | 7           | 0          |
| E. Iyoha       | 7             | 0             | 0             | 0             | 0                 | 0                 | 0                 | 0                 | 7        | 0      | 0           | 0          |
| K. Karaman     | 28            | 7             | 2             | 0             | 1                 | 0                 | 0                 | 0                 | 29       | 7      | 2           | 0          |
| F. Kastenmeier | 33            | 0             | 2             | 1             | 1                 | 0                 | 0                 | 0                 | 34       | 0      | 2           | 1          |
| C. Klarer      | 13            | 0             | 0             | 0             | 1                 | 0                 | 0                 | 0                 | 14       | 0      | 0           | 0          |
| F. Klaus       | 16            | 2             | 1             | 0             | 0                 | 0                 | 0                 | 0                 | 16       | 2      | 1           | 0          |
| L. Koutrīs     | 15            | 0             | 1             | 0             | 1                 | 0                 | 0                 | 0                 | 16       | 0      | 1           | 0          |
| D. Kownacki    | 27            | 7             | 5             | 0             | 0                 | 0                 | 0                 | 0                 | 27       | 7      | 5           | 0          |
| L. Krajnc      | 24            | 2             | 3             | 0             | 0                 | 0                 | 0                 | 0                 | 24       | 2      | 3           | 0          |
| T. Köther      | 0             | 0             | 0             | 0             | 0                 | 0                 | 0                 | 0                 | 0        | 0      | 0           | 0          |
| L. Lobinger    | 1             | 0             | 0             | 0             | 0                 | 0                 | 0                 | 0                 | 1        | 0      | 0           | 0          |
| A. Mitrjuškin  | 0             | 0             | 0             | 0             | 0                 | 0                 | 0                 | 0                 | 0        | 0      | 0           | 0          |
| A. Morales     | 15            | 0             | 5             | 0             | 2                 | 0                 | 1                 | 0                 | 17       | 0      | 6           | 0          |
| K. Ofori       | 10            | 0             | 0             | 0             | 2                 | 0                 | 1                 | 0                 | 12       | 0      | 1           | 0          |
| K. Peterson    | 26            | 7             | 5             | 1             | 1                 | 0                 | 0                 | 0                 | 27       | 7      | 5           | 1          |
| J. Piotrowski  | 13            | 0             | 4             | 0             | 1                 | 0                 | 0                 | 0                 | 14       | 0      | 4           | 0          |
| T. Pledl       | 23            | 1             | 3             | 0             | 2                 | 1                 | 0                 | 0                 | 25       | 2      | 3           | 0          |
| E. Prib        | 26            | 1             | 4             | 0             | 2                 | 0                 | 0                 | 0                 | 28       | 1      | 4           | 0          |
| J. Siebert     | 2             | 0             | 0             | 0             | 0                 | 0                 | 0                 | 0                 | 2        | 0      | 0           | 0          |
| M. Sobottka    | 32            | 5             | 5             | 0             | 2                 | 0                 | 0                 | 0                 | 34       | 5      | 5           | 0          |
| M. Stöcker     | 0             | 0             | 0             | 0             | 0                 | 0                 | 0                 | 0                 | 0        | 0      | 0           | 0          |
| B. Tomiak      | 0             | 0             | 0             | 0             | 0                 | 0                 | 0                 | 0                 | 0        | 0      | 0           | 0          |
| N. Touglo      | 0             | 0             | 0             | 0             | 0                 | 0                 | 0                 | 0                 | 0        | 0      | 0           | 0          |
| R. Wolf        | 2             | 0             | 1             | 0             | 1                 | 0                 | 0                 | 0                 | 3        | 0      | 1           | 0          |
| J. Zimmer      | 8             | 0             | 1             | 0             | 2                 | 0                 | 0                 | 0                 | 10       | 0      | 1           | 0          |
| M. Zimmermann  | 32            | 2             | 1             | 1             | 1                 | 0                 | 0                 | 0                 | 33       | 2      | 1           | 1          |